# Энгельгардт, Василий Васильевич (1755)
Василий Васильевич Энгельгардт (1 апреля 1755 — 12 мая 1828) — русский помещик, племянник князя Потёмкина, действительный тайный советник, сенатор.

## Биография
Василий Васильевич Энгельгардт родился в 1755 году в семье ротмистра смоленской шляхетии Василия Андреевича из рода Энгельгардтов от брака с Еленой Александровной Потемкиной, родной сестрой князя Таврического. Родной брат знаменитых сестёр Энгельгардт — Варвары, Екатерины, Александры и Татьяны.
Поступил сначала на военную службу, командовал в 1778 году Белорусским гусарским полком и дослужился до чина генерал-поручика (1790 год). В 1797 году он был назначен сенатором и произведен в действительные тайные советники, а в 1800 году уволен от службы.
Унаследовал от князя Потёмкина в Смоленской губернии его родное имение Чижово, где служил управляющим дядя М. Глинки, и усадьбу Покровское с повторением виллы Ротонда (проект, предположительно, И. Старова). В 1813 году приобрёл у наследников графа Завадовского ещё и имение Ляличи к востоку от Суража.
Внешне был очень дороден. Имел репутацию хорошего хозяина и всегда отзывчивого к нуждам своих крестьян помещика, который в то же время и строго преследовал их за воровство и пьянство. Скончался в местечке Ольшана Киевской губернии и был погребен под алтарем выстроенной им каменной церкви в селе Чижове.

## Награды
- Орден Святого Александра Невского (январь 1792)[1]
- Орден Святого Владимира 1-й степени (2 сентября 1793)[1]
- Орден Святого Иоанна Иерусалимского командорский крест (10 декабря 1798)[1]
- Орден Святого Георгия 4-го класса (15 декабря 1802)[1]
- Орден Святого Станислава (Речь Посполитая)

## Дети
От «польской княжны» Энгельгардт имел пять незаконных детей, которых в мае 1801 года официально усыновил:
- Андрей Васильевич (1780—1834) — полковник. Его внучка Екатерина Александровна (1848-1932) жена обер-прокурора Святейшего Синода Победоносцева Константина Петровича (1827-1907), .
- Василий Васильевич (1785—1837) — полковник, богач, карточный игрок, владелец великолепного дома на Невском пр. с концертным залом (ныне д. 30), в котором давал публичные концерты и костюмированные балы, где бывали и члены царской фамилии. Общался с Пушкиным в петербургских литературных и театральных кругах (1819—1820). Поэт ценил Энгельгардта за то, что тот «охотно играл в карты» и «очень удачно играл словами».
- Александра Васильевна (1787—1808) — замужем за капитаном Иваном Богдановичем Краевским (ум. 1858).
- Екатерина Васильевна (1797—1818) — замужем за генералом Н. М. Свечиным.
- Павел Васильевич (1798—1849) — полковник лейб-гвардии Уланского полка, Тарас Шевченко был его крепостным.

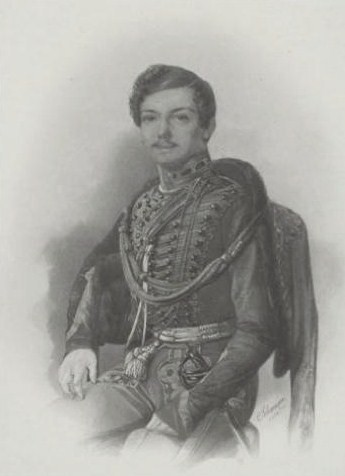
Василий Васильевич
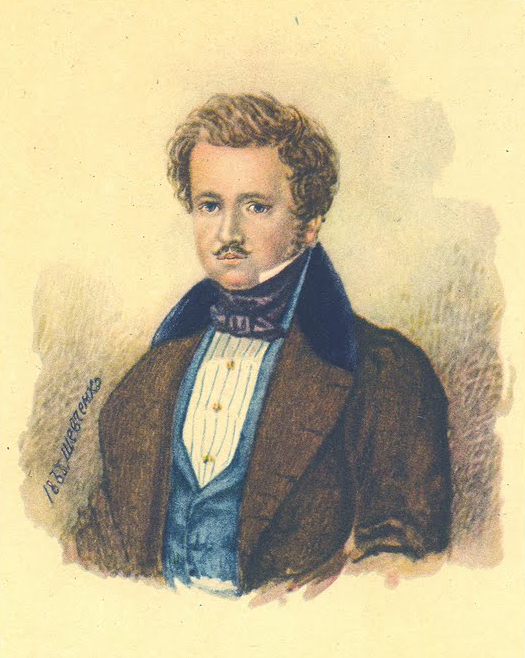
Павел Васильевич

Интерьеры усадьбы Покровское-Гривково
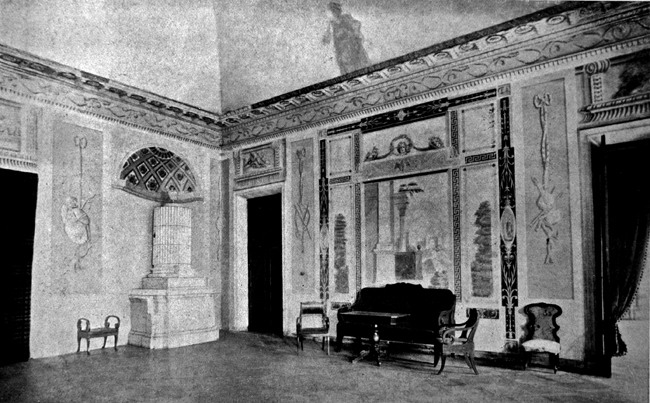
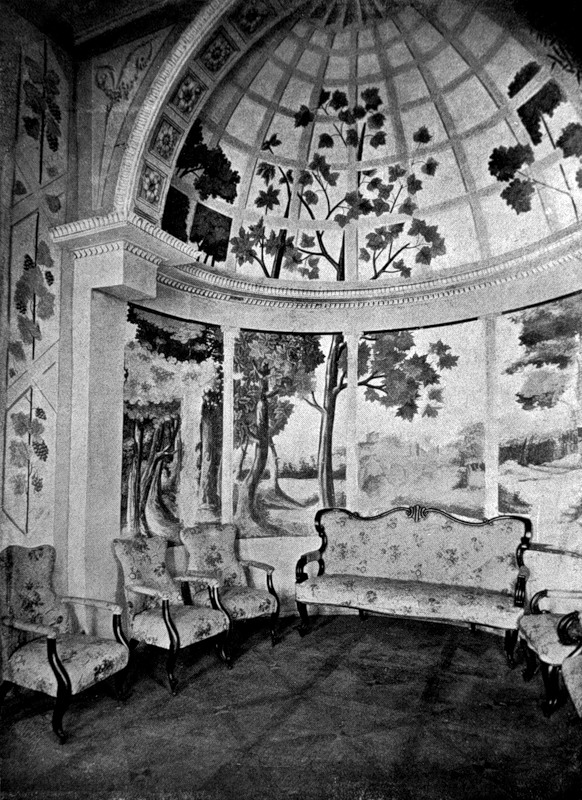
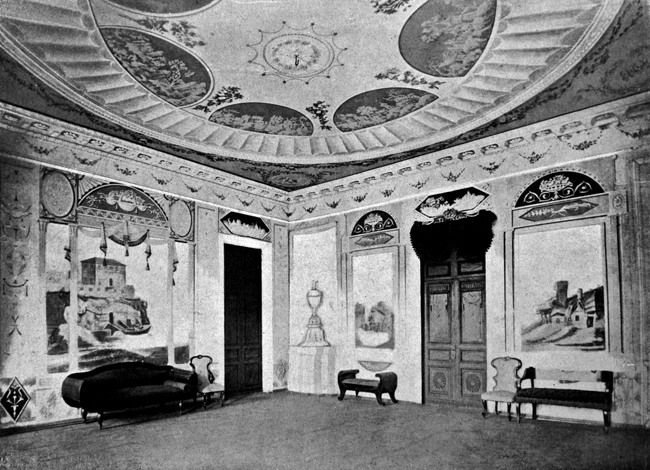